# Alliopsis arnaudi
Alliopsis arnaudi är en tvåvingeart som beskrevs av Griffiths 1987. Alliopsis arnaudi ingår i släktet Alliopsis och familjen blomsterflugor. Inga underarter finns listade i Catalogue of Life.